# Psychoda barbigera
Psychoda barbigera är en tvåvingeart som beskrevs av Quate 1967. Psychoda barbigera ingår i släktet Psychoda och familjen fjärilsmyggor. Inga underarter finns listade i Catalogue of Life.